# Henrietta (Wisconsin)
Die Town of Henrietta ist eine von 16 Towns im Richland County im US-amerikanischen Bundesstaat Wisconsin. Im Jahr 2010 hatte die Town of Henrietta 493 Einwohner.
Town hat in Wisconsin eine grundlegend andere Bedeutung, als im übrigen englischsprachigen Bereich. Vielmehr entspricht sie den in den anderen US-Bundesstaaten üblichen Townships, die nach dem County die nächstkleinere Verwaltungseinheit bilden.

## Geografie
Die Town of Henrietta liegt im Südwesten Wisconsins und wird vom Pine River durchflossen, einem rechten Nebenfluss des in den Mississippi mündenden Wisconsin River. Der am Mississippi gelegene Schnittpunkt der drei Bundesstaaten Wisconsin, Iowa und Minnesota befindet sich rund 90 km westlich. Nach Illinois sind es rund 125 km in südlicher Richtung.
Die geografischen Koordinaten des Zentrums der Town of Henrietta sind 43°30′35″ nördlicher Breite und 90°22′34″ westlicher Länge. Sie erstreckt sich über eine Fläche von 93,1 km². 
Die Town of Henrietta liegt im Norden des Richland County und grenzt an folgende Nachbartowns:
| Town of Union (Vernon County) | Town of Greenwood (Vernon County)           | Town of Woodland (Sauk County) |
| Village of Yuba Town of Bloom | Kompassrose, die auf Nachbargemeinden zeigt | Town of Westford               |
| Town of Marshall              | Town of Rockbridge                          | Town of Willow                 |

## Verkehr
Der Wisconsin State Highway 80 verläuft in Nord-Süd-Richtung durch die Town of Henrietta. Daneben verlaufen noch die County Highways C, CC, I und II durch das Gebiet der Town. Alle weiteren Straßen sind untergeordnete Landstraßen sowie teils unbefestigte Fahrwege.
Mit dem Richland Airport befindet sich rund 30 km südlich der Town ein kleiner Flugplatz. Die nächsten Verkehrsflughäfen sind der Dubuque Regional Airport in Iowa (rund 150 km südsüdwestlich), der La Crosse Regional Airport (rund 110 km westnordwestlich) und der Dane County Regional Airport in Wisconsins Hauptstadt Madison (rund 125 km ostsüdöstlich).

## Bevölkerung
Nach der Volkszählung im Jahr 2010 lebten in der Town of Henrietta 493 Menschen in 203 Haushalten. Die Bevölkerungsdichte betrug 5,3 Einwohner pro Quadratkilometer. In den 203 Haushalten lebten statistisch je 2,38 Personen. 
Ethnisch betrachtet setzte sich die Bevölkerung zusammen aus 97,8 Prozent Weißen, 0,6 Prozent Afroamerikanern, 0,8 Prozent amerikanischen Ureinwohnern, 0,9 Prozent Asiaten sowie 0,4 Prozent aus anderen ethnischen Gruppen. Unabhängig von der ethnischen Zugehörigkeit waren 0,4 Prozent der Bevölkerung spanischer oder lateinamerikanischer Abstammung. 
17,6 Prozent der Bevölkerung waren unter 18 Jahre alt, 61,7 Prozent waren zwischen 18 und 64 und 20,7 Prozent waren 65 Jahre oder älter. 48,1 Prozent der Bevölkerung war weiblich.
Das mittlere jährliche Einkommen eines Haushalts lag bei 50.750 USD. Das Pro-Kopf-Einkommen betrug 24.177 USD. 14,4 Prozent der Einwohner lebten unterhalb der Armutsgrenze.

## Ortschaften in der Town of Henrietta
Neben Streubesiedlung existieren in der Town of Henrietta noch folgende gemeindefreie Siedlungen:
- Hub City
- Woodstock